# Danae abdominalis
Danae abdominalis là một loài bọ cánh cứng trong họ Endomychidae. Loài này được Weise miêu tả khoa học năm 1903.